# Lew Jaszyn
Lew Iwanowicz Jaszyn, ros. Лев Иванович Яшин (ur. 22 października 1929 w Moskwie, zm. 20 marca 1990 tamże) – radziecki piłkarz który grał na pozycji bramkarza. Mistrz Europy 1960 i wicemistrz Europy 1964. Jest uważany za jednego z najlepszych bramkarzy w historii piłki nożnej. Patron nagrody dla najlepszego bramkarza roku wręczanej na plebiscycie Złotej Piłki od 2019 roku.

## Początki
Jaszyn urodził się w Moskwie w rodzinie robotniczej. W 1941 roku z powodu trwającej II wojny światowej został wraz z bliskimi ewakuowany do Uljanowska, leżącego niemal dziewięćset kilometrów na wschód od Moskwy. Po ukończeniu piątej klasy szkoły podstawowej oddelegowano go do pracy w fabryce wojskowej, gdzie zdobywał doświadczenie zawodowe jako ślusarz lub monter. Po wojnie wrócił w rodzinne strony i pracował w Tuszynie, gdzie trenował piłkę nożną w przyzakładowej drużynie.

## Kariera
Całą sportową karierę spędził w stołecznym klubie Dinamo. W klubie tym występował w latach 1949–1971. W czasie 22 lat występów w Dynamie zdobył pięciokrotnie tytuł mistrza ZSRR, a puchar kraju trzykrotnie. Grał również na pozycji bramkarza w drużynie hokejowej Dinama, z którą zdobył mistrzostwo ZSRR w 1953 r.
W 1954 r. Jaszyn zadebiutował w kadrze swojego kraju. W reprezentacji zaliczył 78 występów. Zdobył Mistrzostwo Olimpijskie w 1956 roku, a w cztery lata później tytuł Mistrza Europy. Na Mistrzostwach Świata występował trzykrotnie: 1958, 1962, 1966. Zachował czyste konto w czterech z trzynastu rozegranych meczów. W roku 1970 był również w kadrze ZSRR, ale już jako trzeci bramkarz.
20 października 1957 r. w meczu Polska-ZSRR dwukrotnie pokonał go Gerard Cieślik. Polska wygrała wówczas w Chorzowie 2–1.
Po niepowodzeniu na mundialu 1962 największa krytyka spadła właśnie na niego. Obrażony na kibiców postanowił występować tylko w meczach wyjazdowych reprezentacji.
Lew Jaszyn jest jedynym jak do tej pory bramkarzem, który zdobył Złotą Piłkę magazynu France Football. Dostąpił tego zaszczytu w 1963 r.
Jeden z najlepszych występów zanotował w roku 1963 grając w meczu Reszty Świata przeciwko Anglii na stadionie Wembley. Popisał się wówczas serią wspaniałych parad bramkarskich. W całej swej karierze obronił 150 rzutów karnych, dużo więcej niż jakikolwiek inny bramkarz. W 1967 r. odznaczony Orderem Lenina (najwyższe odznaczenie państwowe) za zasługi dla ZSRR. W 1971 r. mając 41 lat rozegrał ostatni mecz dla Dynama Moskwa przeciwko drużynie gwiazd europejskiej piłki. Po zakończeniu kariery piłkarza trenował fińskie drużyny seniorskie oraz młodzieżowe.
Na całym świecie nazywano go Czarną Panterą. Wzięło się to z tego, że zawsze występował w czarnych strojach oraz z powodu jego wyjątkowej sprawności fizycznej. Nazywano go również Czarny Pająk albo Czarna Ośmiornica z powodu długich rąk.
W 1986 amputowano mu nogę. Zmarł w 1990 w wyniku powikłań po tej operacji. 13 dni przed śmiercią został uhonorowany tytułem Bohatera Pracy Socjalistycznej i Orderem Lenina. Został pochowany na Cmentarzu Wagańkowskim w Moskwie.
FIFA w 1998 roku umieściła Jaszyna w bramce Jedenastki Stulecia. W 2000 roku został wybrany Najlepszym Bramkarzem Stulecia, wyprzedzając Gordona Banksa. W 2002 roku FIFA wyróżniła Jaszyna również jako najlepszego bramkarza finałów Mistrzostw Świata.

## Życie prywatne
Był żonaty z Walentiną Timofiejewną, z którą miał dwie córki: Irinę i Jelenę. Wnuk Jaszyna, Wasilij Frołow również był bramkarzem – grał w drużynach Dinamo Petersburg i Zielenograd Moskwa.

## Statystyki
- 813 meczów w karierze (480 bez straconego gola)
- 326 meczów rozegranych dla Dinama Moskwa w wyjściowym składzie
- 78 meczów w reprezentacji (70 goli straconych)
- 13 występów na Mistrzostwach Świata (4 mecze bez straconego gola)
- 2 występy w meczach Reszty Świata, przeciwko Anglii w 1963 oraz Brazylii w 1968 roku
- 150 obronionych rzutów karnych (średnio bronił co trzeci rzut karny)

## Osiągnięcia
Na podstawie:

### Klubowe
- Mistrzostwo ZSRR w hokeju na lodzie (1953)
- Mistrzostwo ZSRR w piłce nożnej (5): 1954, 1955, 1957, 1959, 1963
- Wicemistrzostwo ZSRR (6): 1950, 1956, 1958, 1962, 1967, 1970
- Puchar ZSRR (3): 1953, 1967, 1970

### Reprezentacyjne
- Mistrzostwo Olimpijskie (1956)
- Mistrzostwo Europy (1960)
- Wicemistrzostwo Europy (1964)

### Pozostałe
- Laureat Złotej Piłki w 1963 roku (jedyny w dziejach bramkarz uhonorowany Złotą Piłką)
- czwarte miejsce na Mistrzostwach Świata w Anglii
- trzykrotnie Najlepszy Bramkarz ZSRR (1960, 1963, 1966)
- Order Lenina (1967)
- Order Olimpijski (1986)
- Złoty Order FIFA za zasługi (1988)
- Bramkarz stulecia FIFA